# Ypsilantis

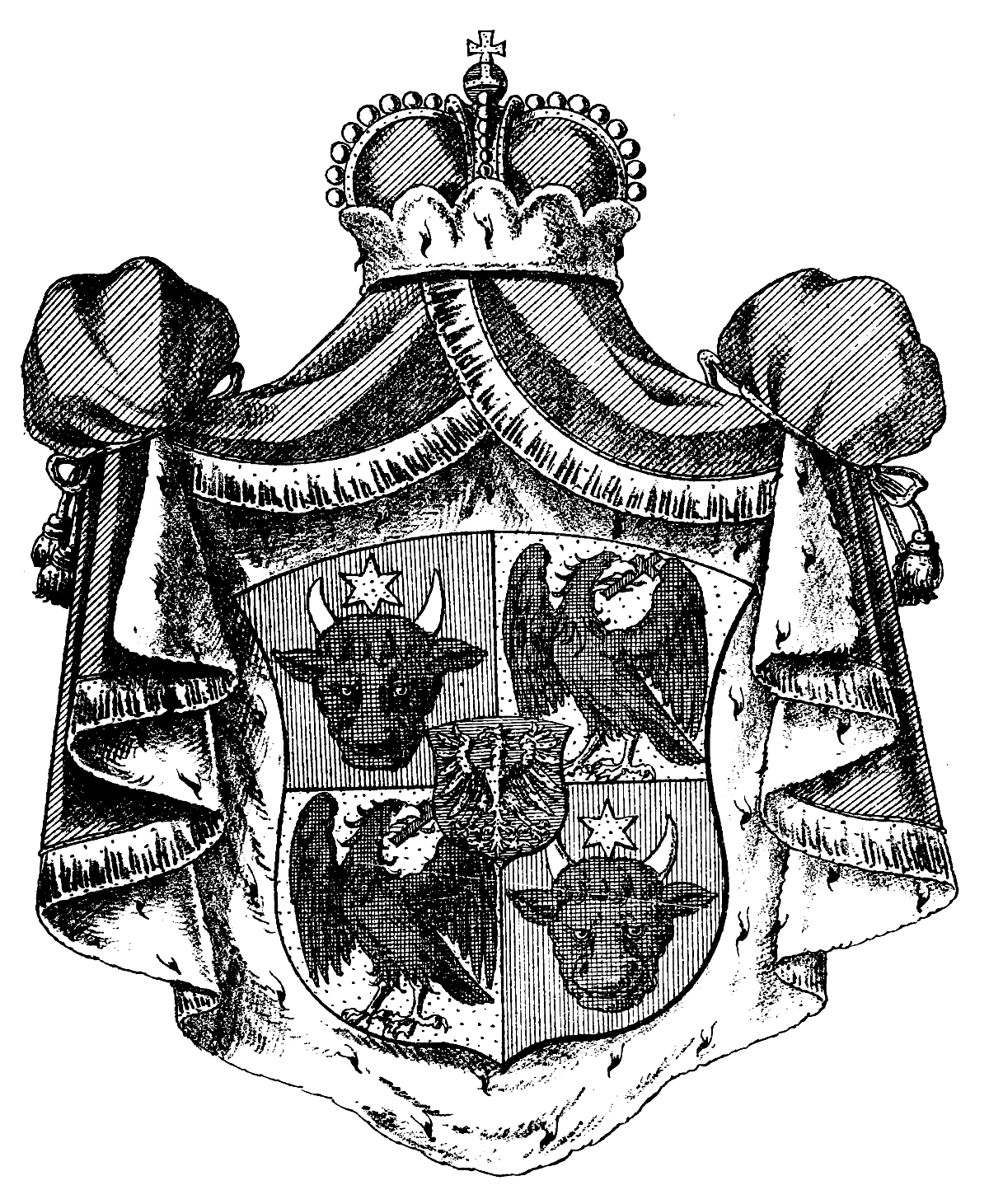
Wappen der Fürsten Ypsilanti

Ypsilantis (griechisch Υψηλάντης Ypsilandis [ipsiˈlandis]) ist ein griechisch-phanariotischer Familienname. In deklinierten Formen lautet der Name Ypsilanti, was außerhalb des griechischen Sprachraums vielfach die verbindliche Form des Namens wurde.

## Herkunft und Bedeutung
Die Ypsilanti sind eine bedeutende griechisch-phanariotische fürstliche Familie, die bis auf das Jahr 1064 urkundlich nachgewiesen ist, ursprünglich aus Trapezunt (türkisch Trabzon) stammte, später hauptsächlich in Konstantinopel ansässig war und deren Mitglieder sowohl im Osmanischen Reich als auch im unabhängigen Griechenland hohe Staatsämter bekleideten. Bereits 1390 hatte Konstantin Ypsilantis, Großmeister des Palastes, die Tochter des Kaisers des Kaiserreichs Trapezunt, Emanuel III. Komnenos, geheiratet.
Athanasius Ypsilantis, Groß-Dragoman der Pforte, wurde 1758 zum Fürsten der Moldau bestimmt. Alexander († 1807) wurde 1774 Fürst der Walachei und 1785 Fürst der Moldau. Sein Sohn Konstantin († 1816) wurde 1799 Fürst der Moldau und 1802 Fürst der Walachei. Er vereinigte 1806 durch Wahl des Moldauischen Dīwāne beide Fürstentümer unter seiner Oberhoheit, die er jedoch nach dem Frieden von Tilsit 1807 freiwillig niederlegte.
Sein Sohn Alexander († 1828) wurde 1820 zum Chef der griechischen Organisation Filiki Eteria erwählt, organisierte den Aufstand und begann den Befreiungskrieg 1821. Nach seinem Tod trat sein Bruder Demetrios († 1832) an seine Stelle, vertrieb die Armee Ibrahim Paschas aus Morea und beendete den Freiheitskrieg durch die Schlacht von Petra. Georg († 1847) war Generalbrigadier und Nikolaus († 1833) Chef des Generalstabes.
Der jüngste Bruder Gregor (1805–1835) hinterließ einen gleichnamigen Sohn (1835–1886), der als königlich griechischer Gesandter zu Wien sich 1862 mit Helena, einer Tochter des Freiherrn Georg Simon von Sina († 1856), vermählte. Über sie kam Schloss Rappoltenkirchen bei Sieghartskirchen in den Besitz der Familie Ypsilanti, die es bis Ende des 20. Jahrhunderts besaß. Ebenso hatte die mährische Herrschaft Rossitz sowie Schloss Poděbrady den Ypsilantis in der zweiten Hälfte des 19. Jahrhunderts gehört.
Nach dem Textilbaron Johann von Mundy († 1872) gehörte der Familie die Burg Eichhorn bei Brünn. 1896 ging die Burg in den Besitz des englischen Adligen Maurice Arnold de Forest über.

## Wappen
Der Hauptschild ist geviert und belegt mit einem blauen Herzschild, darin ein goldener Adler (eine historische Darstellung zeigt alternativ aus Flammen im Schildfuß aufsteigend einen (silbernen ?) Phönix). Feld 1 und 4: Fürstentum Moldau; Feld 2 und 3: Fürstentum Walachei. Auf dem Hauptschild ruht ein Fürstenhut, das Ganze umgibt ein purpurner Wappenmantel, der aus der Fürstenkrone herabfällt.

## Namensträger
- Alexander Ypsilantis (Dragoman) (1725–1807), griechischer Dragoman, Wojwode der Walachei und Moldawiens
- Alexander Ypsilantis (General) (1792–1828), griechischer General in russischen Diensten
- Andrea Ypsilanti (geb. Dill, * 1957), deutsche Politikerin (SPD), war mit Manolis (Emmanuel) Ypsilanti verheiratet
- Dimitrios Ypsilantis (1793–1832), General im griechischen Unabhängigkeitskrieg gegen die Türken, Namensgeber der Stadt Ypsilanti (Michigan)
- Emanuel Ypsilanti (1877–1940), griechischer Diplomat und Politiker
- Georg Ypsilanti (1950–2012), griechisch-österreichischer Künstler
- Gregor Ypsilanti (1835–1886), griechischer Diplomat
- Konstantin Ypsilantis (1760–1816), Fürst der Walachei
- Miljeva Ypsilanti (1917–2013), österreichische Ärztin und Kunstfördererin
- Thomas Ypsilanti (1909–1966), griechischer Diplomat
- Thomas Ypsilantis (1928–2000), US-amerikanischer Physiker